# 奥列格·科洛季
奥列格·爱德华多维奇·科洛季（烏克蘭語：Олег Едуардович Колодій，1993年3月16日—），乌克兰男子跳水运动员，2017年世界游泳锦标赛男子双人3米跳板铜牌得主、2023年欧洲运动会男子双人3米跳板金牌得主。